# Arnold Scholten
Arnold Scholten, né le 5 décembre 1962 à Bois-le-Duc, est un footballeur néerlandais, reconverti entraîneur.
Il porte au cours de sa carrière les couleurs de Den Bosch, de l'Ajax, de Feyenoord et du club japonais JEF United Ichihara.
En 2001, après avoir pris sa retraite sportive à Den Bosch, il en devient le directeur technique pendant un an avant de devenir entraîneur de jeunes (au RKC Waalwijk, Feyenoord puis Den Bosch à partir de 2009).

## Palmarès
- Championnat des Pays-Bas : 1990, 1996 (Ajax), 1993 (Feyenoord).
- Coupe des Pays-Bas : 1987 (Ajax), 1991, 1992, 1994, 1995 (Feyenoord).
- Coupe d'Europe des vainqueurs de coupe : 1987 (Ajax).